# Wiktor Ostrowski

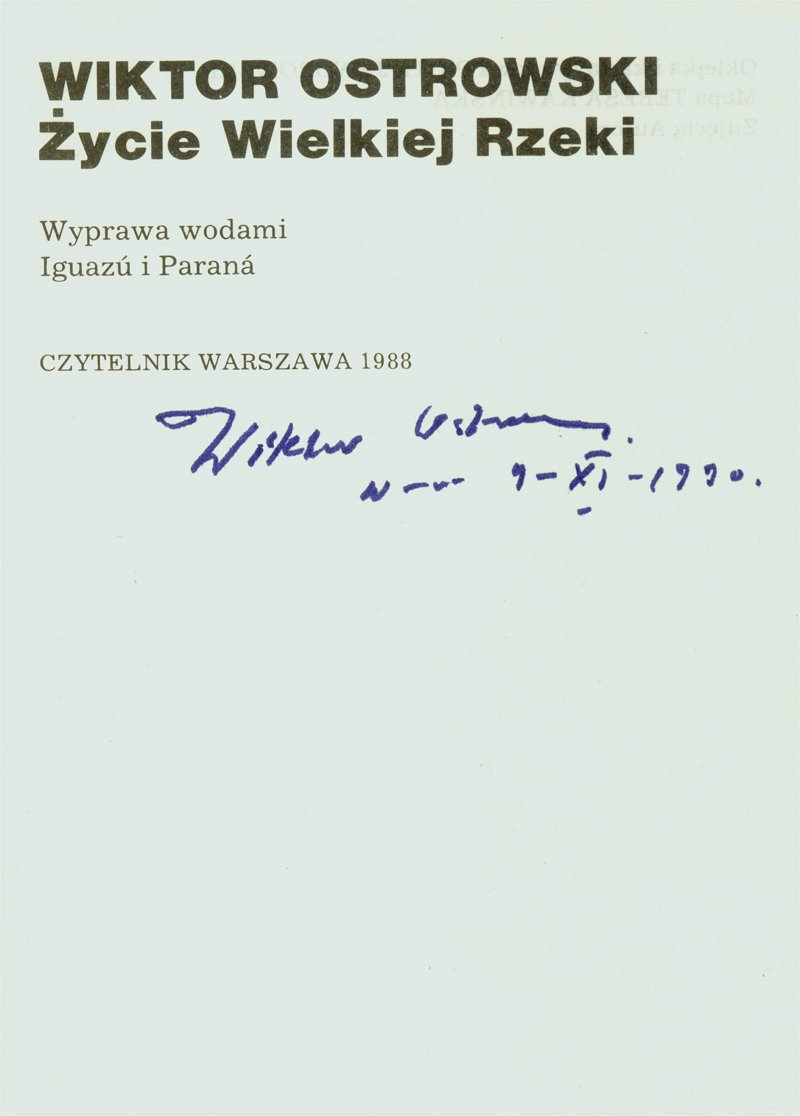
Autograf Wiktora Ostrowskiego w książce pt. Życie Wielkiej Rzeki. Wyprawa wodami Iguazú i Paraná, Warszawa, 9 listopada 1990

Wiktor Ostrowski (ur. 3 czerwca?/16 czerwca 1905 w Jekaterynosławiu, zm. 19 stycznia 1992 w Warszawie) – inżynier budownictwa lądowego, podróżnik, fotografik, taternik, alpinista, autor książek reportażowych, oficer Wojska Polskiego.

## Życiorys
Ukończył Gimnazjum im. Stanisława Staszica w Sosnowcu. Studiował na wydziale budowy dróg i mostów Politechniki Warszawskiej.
Na stopień podporucznika został mianowany ze starszeństwem z 1 stycznia 1933 i 15. lokatą, a na stopień porucznika ze starszeństwem z 1 stycznia 1937 i 200. lokatą w korpusie oficerów rezerwy piechoty. W 1934 posiadał przydział w rezerwie do 6 Pułku Piechoty Legionów w Wilnie.
W latach 1930–1935 dokonał szeregu pierwszych wejść wspinaczkowych w Tatrach, m.in. południowym filarem Smoczego Szczytu (w 1930 r., wespół z Bolesławem Chwaścińskim) i dolną połową środka północnej ściany Małego Kieżmarskiego Szczytu (w 1932 r., z Chwaścińskim i Wiesławem Stanisławskim), a także pierwszego wejścia zimowego na Smoczy Szczyt (w 1935 r., wespół z Justynem Wojsznisem).
Uczestniczył w polskich wyprawach w Alpy (1932 i 1937) i Andy (1933–1934, zob. wyprawy andyjskie) oraz w Kaukaz (1935). Jako pierwszy wraz z polskim zespołem stanął na szczycie Mercedario, wytyczył też nową drogę na najwyższy szczyt kontynentu, Aconcagua, zwaną dziś „Ruta de los Polacos”. Jego imię nosi jeden z lodowców na Mercedario, Glaciar Ostrowski. Ostrowski jest też pierwszym polskim zdobywcą kaukaskiego szczytu Dychtau, był w Patagonii (1952), organizował własne wyprawy po Afryce (np. w 1945 r. na Kilimandżaro) i Ameryce Południowej.
Debiutował jako reportażysta w 1934 r. Był uczestnikiem kampanii wrześniowej 1939 r., następnie był internowany na Litwie, a potem przez obozy jenieckie w ZSRR dostał się do armii Andersa. Przeszedł kampanię włoską, walczył m.in. pod Monte Cassino. Po wojnie przebywał w Afryce, w 1947 r. osiadł w Buenos Aires.
Był kierownikiem pierwszej argentyńskiej ekspedycji wysokogórskiej na Lądolód Patagoński. Wspinał się też na szczyty Afryki, Kaukazu, Alp, gór Iranu i Kurdystanu. Podczas wyprawy do Patagonii prowadził badania na rzekach Prekordylierów. W 1966 r. uczestniczył w ekspedycji badającej bagnisto-wodną pustynię Laguna Ibera pomiędzy rzekami Parana i Urugwaj. Badał kulturę i obyczaje Indian Araukanów-Mapuche. Po powrocie do Polski (w 1975 r.) był autorem licznych odczytów radiowych i publicznych, poświęconych swoim wyprawom.
Członek honorowy Klubu Wysokogórskiego, Polskiego Związku Alpinizmu w Warszawie i licznych organizacji górskich za granicą. Jego żona, Regina Adamiecka (zm. 2007), była wieloletnim redaktorem Państwowego Instytutu Wydawniczego.
Pochowany na cmentarzu Powązki Wojskowe w Warszawie (kwatera C30-X-30).

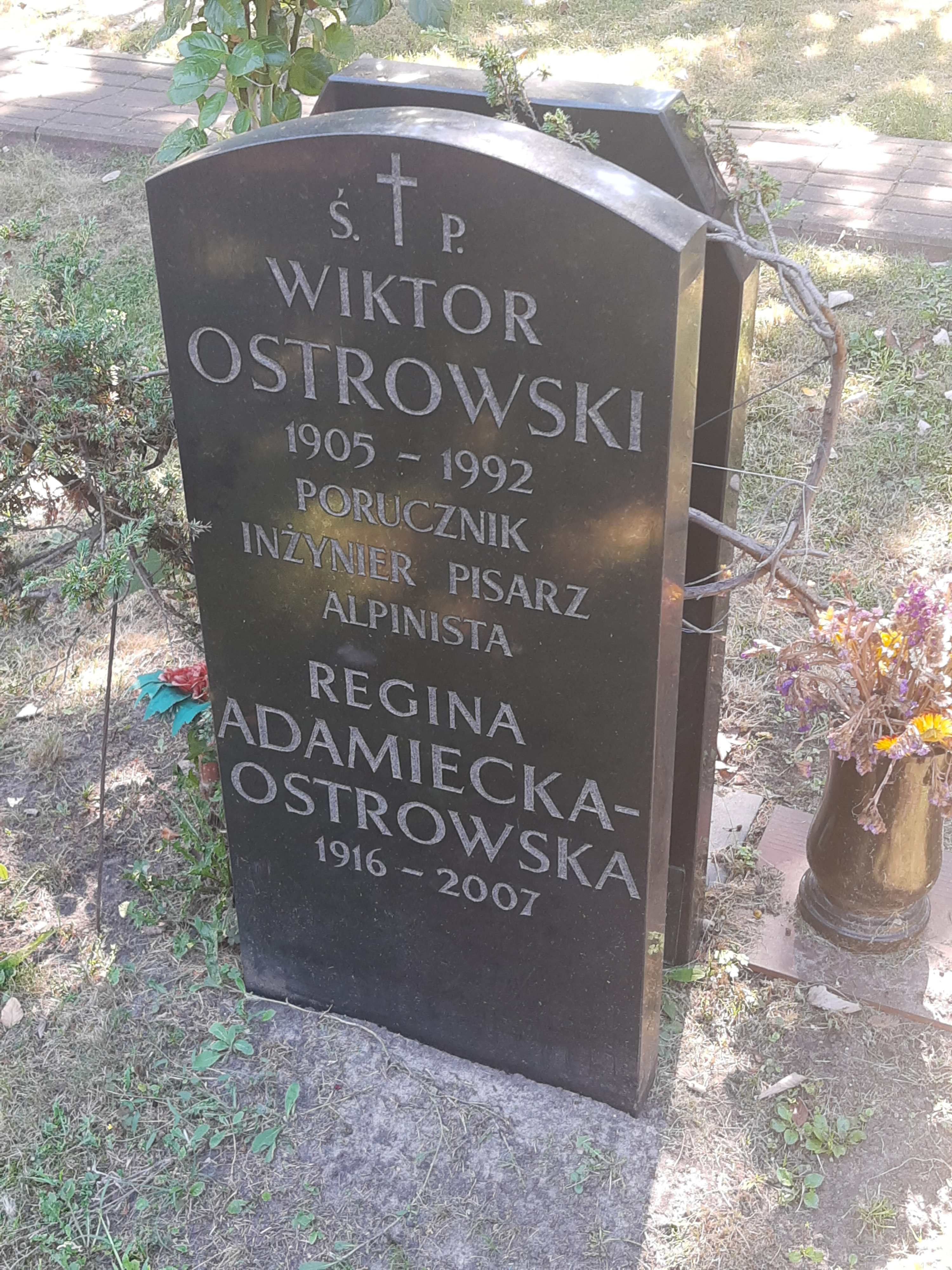
Grób Wiktora Ostrowskiego na Powązkach Wojskowych

## Twórczość
- Na szczytach Kordylierów (Państwowe Wydawnictwo Książek Szkolnych, Warszawa – Lwów 1935)
- W skale i lodzie (Państwowe Wydawnictwo Książek Szkolnych, Lwów 1937, Czytelnik 1974, 1982, ISBN 83-07-00364-4)
- Na szczyt świata (Gebethner i Wolff, Warszawa 1938)
- Żołnierz z Monte Cassino. Album fotografij z terenu i okresu bitwy (Rzym 1945; reprint: Wydawnictwa Artystyczne i Filmowe 1992)
- Safari przez Czarny Ląd. Szkice z podróży po Kenyi, Tanganyice, Ugandzie i wyspie Zanzibar (Londyn, Wydawnictwo Gryf 1947)
- Mas alto que los condores (Ed. Albatros, Buenos Aires 1954), wydania polskie: Wyżej niż kondory (Sport i Turystyka 1959, 1970, 1977, Czytelnik 1984, ISBN 83-07-01105-1; 1989, ISBN 83-07-01960-5)
- Życie Wielkiej Rzeki. Wyprawa wodami Iguazú i Paraná (1967; wyd. III: Czytelnik 1975, 1977, 1983, ISBN 83-07-00713-5; 1988, ISBN 83-07-01621-5; tłumaczenia na rosyjski, hiszpański i rumuński)